# ゴーストバスターズ (2016年の映画)
『ゴーストバスターズ』（Ghostbusters、Ghostbusters: Answer the Call）は、2016年のアメリカ合衆国の超常現象コメディー映画。1984年の映画『ゴーストバスターズ』のリブート作品である。
元々は『ゴーストバスターズ2』に続くシリーズ第3作として、前作の出演者たちを再登場させ女性を含む新しい出演者に物語を継承させる脚本で予定されていたが、オリジナルメンバーであるイゴン・スペングラー博士役のハロルド・ライミスが死去したことなどにより、前2作で監督を務めたアイヴァン・ライトマンが降板。のちに監督として就任したポール・フェイグの提案により、リブート作品となった。監督を降板したライトマンは本作では製作として参加、オリジナルメンバーのレイモンド・スタンツ博士役を演じたダン・エイクロイドは製作総指揮を務める他、タクシー運転手の役でカメオ出演している。その他のオリジナルメンバーも死去したハロルド・ライミスと既に俳優業を引退したリック・モラニスを除く全員がカメオ出演している。エンドクレジットではハロルド・ライミスに捧ぐという一文がある。
なお、断念された続編の概要についてはゴーストバスターズ2#続編の構想を参照のこと。

## あらすじ
コロンビア大学で教鞭をとっていた素粒子物理学者のエリン・ギルバートは終身雇用の審査を目前に控えていた。しかし、以前共著した『過去からの幽霊』という本を手にした男性がオルドリッチ屋敷の幽霊騒ぎについて相談に来たことがきっかけで、エリンは本の共同執筆者であるアビー・イェーツと再会。アビーの共同研究者で原子力エンジニアのジリアン・ホルツマンを加えた3人で幽霊騒動の屋敷を訪れ、幽霊に遭遇。その動画を公開したことで超常現象の研究をしていたことが大学に発覚し、終身雇用どころか失職してしまう。アビーを頼ったエリンだったが、アビー達も同様に職を失ってしまう。
3人は幽霊研究というだけできわもの扱いされる現実に直面するが、幽霊の実在を証明した初めての科学者となるべく幽霊を捕獲し、管理下に置いて研究するために「超常現象究明研究所」を設立する。受付担当のケヴィン・ベックマン、地下鉄職員のパティ・トーランを仲間に加え、ニューヨークの街中で暴れ出した幽霊退治に乗り出す。

## 登場人物

### メインキャラクター
エリン・ギルバート
コロンビア大学で物理学者として勤務していたが、旧友のアビーと共著した『過去からの幽霊』の存在がばれてしまい、学者として相応しく無いと終身雇用契約を拒否されて失職する。出版を差し止める為にアビー達の下に行くが成り行きで幽霊屋敷の調査に付き合い、幽霊を見たことで彼女の心境は変化してゆく。チームの中では比較的常識人だが、初めて幽霊に遭遇した時に狂喜のあまりはしゃいだり、事務員の採用面接で盆暗なケヴィンをルックスが良いことを理由に雇用を推す等残念な所もある。よくスライム絡みの不運な目に合う。
アビー・イェーツ
ヒギンズ理科大学の心霊現象研究室にて、ジリアンと共に『過去からの幽霊』の理論を証明すべく日夜研究に励んでいる。高校時代は互いに幽霊の存在を信じるエリンと意気投合し、後に共著をするほど仲が良かった。その著作を幽霊研究の資金稼ぎの為にAmazon.comで勝手に販売していた事がエリンの失職の原因になった。研究室にエリンを迎えようと予算を学部長に掛け合うもクビになってしまい、幽霊の存在を証明するためにニューヨークでの幽霊退治に乗り出す。本物の幽霊を見ることも目的であり、最初に遭遇した幽霊を美しいと表現した。
ジリアン・ホルツマン
アビーの共同研究者で素粒子物理学者。ゴーストバスターズの装備開発を担当している。常にテンションが高く、突っ込みや他人をおちょくるのが得意。アビーに会うまで友人がいなかったらしい。また戦闘においては二丁のプロトンショットガンで迫り来る幽霊の群れをすべて退け、勝利宣言している。
パティ・トラン
ニューヨーク市地下鉄の職員。地下鉄の構内で幽霊を発見し、ゴーストバスターズの調査に同行した後に、幽霊退治に興味を持ち押し掛けでメンバーに加わる。他の3人とは違い科学知識は持っていないが、ニューヨークの地理と歴史に詳しい。転落しそうなホルツマンを捕まえながらローワンの霊に憑依されたアビーと立ち回るほどの腕力の持ち主。今作のゴーストバスターズのビークルであるエクトワンは彼女の叔父の霊柩車を無断で拝借して改造した物。
ケヴィン・ベックマン
ゴーストバスターズの事務員兼雑用。写真モデルになる位のマッチョな肉体とハンサムな容姿以外は何をやらせても残念な男で、変わり者揃いのゴーストバスターズのメンバーですら呆れるほどマイペースかつおとぼけな性格の人物。雇われた当初は電話の受け答えや来客の応対すらまともにできず、半ばエリン達の「目の保養」として雇われている。後半、自ら改造したバイク（オクトツー）に乗り、ほかのメンバーとお揃いのユニフォームで5人目のメンバーであることを誇示した途端、残念な事にローワンの霊に憑依され、利用されてしまう。
ローワン・ノース
メルカドホテルのボイラー技士。昔から幽霊が見える体質で、そのことが原因で幼少期より周囲から気味悪がれられて孤立していた。自分を認めない世間を恨んでおり、復讐の為にレイラインの交差点にあるホテル内に悪霊を集める為の装置を製造していた。ゴーストバスターズにそのことを突き止められ、装置の爆発に巻き込まれて死んだように思われたが、魂は悪霊となって他の悪霊たちを従えてニューヨークを混沌の渦に巻き込む。
終盤でNo Ghostマークに似た姿の巨大なゴーストに変身した。

### サブキャラクター
レベッカ・ゴーリン
ホルツマンの師匠。
ビル
パティの叔父。葬儀屋を経営。パティに商売道具の霊柩車を勝手に持っていかれた。
マーティン・ハイス博士
アンチオカルトの研究者。ゴーストバスターズの活躍をニュースで聞きつけ、事務所にやって来て悪霊の存在を見せるようにアビーたちに迫った。

## キャスト
※括弧内は日本語吹替
- エリン・ギルバート - クリステン・ウィグ（友近[8]）
- アビー・イェーツ - メリッサ・マッカーシー（渡辺直美[8]）
- ジリアン・ホルツマン - ケイト・マッキノン（朴璐美）
- パティ・トラン - レスリー・ジョーンズ（くじら）
- ケヴィン - クリス・ヘムズワース（森川智之）
- ジェニファー・リンチ - セシリー・ストロング（石塚理恵）
- ブラッドリー市長 - アンディ・ガルシア（石塚運昇）
- ローワン・ノース - ニール・ケイシー（英語版）（岩田光央）
- ハロルド・フィルモア - チャールズ・ダンス（堀勝之祐）
- ホーキンス捜査官 - マイケル・ケネス・ウィリアムズ（荒井勇樹）
- ローク捜査官 - マット・ウォルシュ（椙本滋）
- エド・マルグレイヴ - エド・ベグリー・ジュニア（野島昭生）
- 学部長 - スティーヴ・ヒギンズ（英語版）（佐久田脩）
- ジョナサン - マイケル・マクドナルド（英語版）（三ツ矢雄二）： 劇場支配人
- ベニー - カラン・ソーニ（小川剛生）
- ギャレット - ザック・ウッズ（近藤隆）： 幽霊屋敷のツアーガイド
- スティーヴンソン巡査 - トビー・ハス
- 不動産業者 - ケイティ・ディポルド（英語版）（斎藤真美）
- リード・シンガー / スライマーの声 - アダム・レイ

カメオ出演
- マーティン・ハイス - ビル・マーレイ（安原義人）
- タクシー運転手 - ダン・エイクロイド（玄田哲章）
- ビル叔父さん - アーニー・ハドソン（菅原正志）
- レベッカ・ゴーリン - シガニー・ウィーバー（駒塚由衣）
- ホテルのフロント係 - アニー・ポッツ（椿鬼奴[11]）
- 本人役 - オジー・オズボーン（菅原正志）： 有名なロックスター
- 本人役 - パット・キアーナン（英語版）： ニュースキャスター
- 本人役 - ジャニーン・ラミレス（山崎静代（南海キャンディーズ））： 劇場外にいるレポーター
- 本人役 - ロザンナ・スコット（英語版）： ニュースキャスター
- 本人役 - グレッグ・ケリー： ニュースキャスター
- 本人役 - アル・ローカー（英語版）（宮崎敦吉）： ニュースキャスター

## 製作

### 企画
2015年1月、監督のポール・フェイグは自身のTwitterで、クリステン・ウィグ、メリッサ・マッカーシー、ケイト・マッキノン、レスリー・ジョーンズの4人を本作の主演キャストとすることを明かした。この時点では、4人の役はまだ明かされていなかった。また、エマ・ストーンがキャストに加わることとなっていたが、のちに彼女は自ら出演を断ったとウォール・ストリート・ジャーナルで明かしている。製作総指揮として参加するダン・エイクロイドは、本作での『ゴーストバスターズ』のリブートは「前2作を反映したものになる」としたうえで、「ゴーストバスターズになりたい新世代の女の子のための映画になる」と語っており、フェイグは製作に関して、テレビドラマの『ウォーキング・デッド』を参考にしたと述べている。

### 撮影
本作の撮影は全てニューヨーク州とマサチューセッツ州にて行われ、2015年6月16日にボストンで開始された。
撮影場所にはボストン中華街、ウェイマスの海軍航空基地、ウォルサム、トライベッカ、コロンビア大学が含まれている。撮影は2015年9月19日に終了した。

### ディレクターズ・カット版
2020年5月21日、ポール・フェイグ監督のTwitterで、3時間半に及ぶディレクターズ・カットの存在が明かされている。

### 音楽
本作の主題歌はロックバンドのフォール・アウト・ボーイが手掛けており、1984年に公開されたオリジナル版の主題歌であるレイ・パーカーJr.の『Ghostbusters』を、ラッパーのミッシー・エリオットと共にカバーしている。日本語吹き替え版でも『Ghostbusters』のカバー曲が主題歌として起用されているが、こちらは吹き替えを務めるお笑い芸人の友近と渡辺直美が、椿鬼奴と南海キャンディーズの山崎静代と共に歌った日本オリジナルのバージョンとなっている。4人は映画のプロモーションとしてYouTubeに公開された同曲のミュージックビデオにも出演しており、ダンスユニット・エグスプロージョンのメンバーであるまちゃあきがダンスの振り付けを担当している（なお、ミュージックビデオにはエグスプロージョンの2人も出演している）。

#### サウンドトラック盤
本作のサウンドトラック盤には主題歌を手掛けるフォール・アウト・ボーイに加え、ファイヴ・セカンズ・オブ・サマー、元ワン・ダイレクションのゼイン・マリク、ペンタトニックス、マーク・ロンソン、DMXらがそれぞれ楽曲を提供している。CDは2016年7月15日にリリースされた。
| #         | タイトル                          | 作詞      | 作曲・編曲 | アーティスト                                                 | 時間 |
| --------- | --------------------------------- | --------- | ---------- | ------------------------------------------------------------ | ---- |
| 1.        | 「Ghostbusters」                  |           |            | ウォーク・ザ・ムーン                                         | 3:44 |
| 2.        | 「Saw It Coming」                 |           |            | ジー・イージーfeat.ジェレマイ                                | 3:29 |
| 3.        | 「Good Girls」                    |           |            | エル・キング                                                 | 2:59 |
| 4.        | 「Girls Talk Boys」               |           |            | ファイヴ・セカンズ・オブ・サマー                             | 3:36 |
| 5.        | 「wHo」                           |           |            | ゼイン・マリク                                               | 2:54 |
| 6.        | 「Ghostbusters」                  |           |            | ペンタトニックス                                             | 2:52 |
| 7.        | 「Ghoster」                       |           |            | ウルフ・アリス                                               | 2:30 |
| 8.        | 「Ghostbusters (I'm Not Afraid)」 |           |            | フォール・アウト・ボーイfeat.ミッシー・エリオット            | 3:05 |
| 9.        | 「Get Ghost」                     |           |            | マーク・ロンソンfeat.パッション・ピット&エイサップ・ファーグ | 3:36 |
| 10.       | 「Party Up (Up in Here)」         |           |            | DMX                                                          | 4:31 |
| 11.       | 「Rhythm of the Night」           |           |            | デバージ                                                     | 3:50 |
| 12.       | 「American Woman」                |           |            | マディー・マグノリアズ                                       | 3:01 |
| 13.       | 「Want Some More」                |           |            | ビースツ・オブ・メイヘム                                     | 2:03 |
| 14.       | 「Ghostbusters」                  |           |            | レイ・パーカーJr.                                            | 4:05 |
| 合計時間: | 合計時間:                         | 合計時間: | 46:15      |                                                              |      |

#### スコア盤
本作の音楽はセオドア・シャピロが手掛けている。2016年7月8日にiTunesにてデジタルダウンロード版が配信され、7月15日にCDが発売された。
| #         | タイトル                           | 作詞  | 作曲・編曲 | 時間 |
| --------- | ---------------------------------- | ----- | ---------- | ---- |
| 1.        | 「The Aldridge Mansion」           |       |            | 2:57 |
| 2.        | 「The Garrett Attack」             |       |            | 1:29 |
| 3.        | 「Never Invited」                  |       |            | 1:23 |
| 4.        | 「Distinct Human Form」            |       |            | 2:26 |
| 5.        | 「The Universe Shall Bend」        |       |            | 2:22 |
| 6.        | 「Subway Ghost Attack」            |       |            | 3:21 |
| 7.        | 「Ghost Girl」                     |       |            | 0:59 |
| 8.        | 「Mannequins」                     |       |            | 2:12 |
| 9.        | 「Ghost in a Box」                 |       |            | 0:50 |
| 10.       | 「Dr. Heiss」                      |       |            | 3:21 |
| 11.       | 「Ley Lines」                      |       |            | 3:47 |
| 12.       | 「Pester the Living」              |       |            | 2:48 |
| 13.       | 「I Will Lead Them All」           |       |            | 2:16 |
| 14.       | 「The Power of Patty Compels You」 |       |            | 2:16 |
| 15.       | 「The Fourth Cataclysm」           |       |            | 3:32 |
| 16.       | 「Balloon Parade」                 |       |            | 1:58 |
| 17.       | 「Battle of Times Square」         |       |            | 3:20 |
| 18.       | 「Entering the Mercado」           |       |            | 2:31 |
| 19.       | 「Behemoth」                       |       |            | 3:43 |
| 20.       | 「Into the Portal」                |       |            | 3:07 |
| 21.       | 「NY Heart GB」                    |       |            | 0:49 |
| 合計時間: | 合計時間:                          | 51:27 |            |      |

## マーケティング
2016年3月3日に本作のファースト・トレイラーが公開され、YouTubeとFacebookの公開初日の再生数は2400万回を超えた。しかし、YouTubeに挙げられた動画には初日の午前中で12000件の高評価と13800件の低評価が付くという異例の事態になった。アメリカの広告業界の専門誌『アドウィーク』は「近年、最も賛否が割れた広告の一つである」と評した。出来の悪さに失望したファンの中には、ファースト・トレイラーを再編集してネット上にアップロードする者が出ており、その予告編の方が出来がいいと評する声も多く上がった。不評の多くはギャグセンスのなさに対する批判である。
日本では2016年4月1日、ソニーがエイプリルフールの企画として、本作に登場する幽霊捕獲装置「プロトンパック」の開発に成功したという内容のニュースリリースを模したページを公開した。このページでは、プロトンパックはソニーのエンジニアと本作の登場人物ジリアン・ホルツマンとによって共同開発され、ソニーの製品であるサイバーショットやXperiaに搭載されているのと同じ機能が搭載されているという設定だった。また、プロトンパックのプロモーション映像が配信された他、ページ上部にあるソニー（SONY）のロゴのOにマウスオーバーすると、ゴーストバスターズのトレードマークである「ノーゴーストマーク」（斜線入りの赤い丸の中に幽霊が入っている図案のマーク）に変わるという仕掛けが施されていた。

## 公開後の反応

### 興行成績
アメリカとカナダでは、7月15日に3,963の映画館で公開され、前日の試写会での売上額（340万ドル）も含めた総計1720万ドルの収入を獲得した。公開初週は4600万ドルの収入を記録し、アニメーション映画『ペット』（5080万ドル）に次ぐ成績である。
北米地域以外では3,900の映画館で上映され、初週の興行収入は1910万ドルとなった。最も興行収入が多かった国はイギリスとアイルランド（6100万ドル）で、その次に多かったのはオーストラリア(3700万ドル)とブラジル（2200万ドル）であった。
2016年8月24日時点で、本作は北米地域で1億2400万ドル、北米以外の国と地域で8390万ドル、合計2億790万ドルの興行収入を記録した。しかしソニー側は製作費1億4400万ドルに加え多額の費用を宣伝に費やしたため、採算をとるためには少なくとも3億ドルの収益が必要になると述べ、監督のフェイグも公開前に「少なくとも世界中で5億ドルは売り上げなければならないが、それでもまだ足りない方だろう」と述べた。ハリウッド・リポーター誌によると、本作の財務上の損失額は7000万ドル以上になると推定されている。ヴァラエティ誌でも、本作でソニーが抱える総損失額は7500万ドルになると推定しており、そのうち約5000万ドルはヴィレッジ・ロードショー・ピクチャーズとの共同出資によるものとした。ソニーの関係者はこの共同出資に伴う総損失額はおよそ2500万ドルになると見積もっている。

### 本作に対する評価
映画批評集積サイトRotten Tomatoesは同サイトに寄せられた244件のレビューを基に満足度73％、平均点6.5/10という評価を下した。同サイトでは批評家の総意として「自由奔放で、素晴らしいキャストを揃えた超常現象コメディーとして、見事に仕上がっている。たとえ、オリジナル版と比べ多少見劣りがするとしてもだ」と述べている。Metacriticでも52件のレビューを基に、加重平均値60/100という評価を下した。
フェミニストのジャネッサ・E・ロビンソンは「『ゴーストバスターズ』では3人の有能な女性科学者がたった一人の黒人女性とともに活動している。レスリー・ジョーンズが演じるパティは3人に比べると知性的ではない労働者だ。」「あの映画はラテン系、アジア系、先住民族の女性の存在を無視している。」「先例に倣って、黒人枠として一人だけ黒人女性が登場している」と批判した。アキラ・ヒューズは「（『ゴーストバスターズ』の予告編の描写は）私たちが今までに乗り越えておかねばならなかったはずのミンストレル・ショーを作り出している。」と批判した。
レスリー・ジョーンズはネット上での批判に対し、「パティ・トーランは熱心に働く女性であって、"一般人"を表象するキャラクターです。」「なぜ普通の人間がゴーストバスターズになってはいけないのでしょうか。」と反論している。
2021年、『ゴーストバスターズ』シリーズのアルティメットコレクションから、2016年の本作だけが含まれていないことが発覚し、問題視された。監督のポール・フェイグも「うん…。ソニー・ピクチャーズ、これはなんらかの間違いであると分かってる」と失望を表すコメントをSNSに投稿している。なお、本作だけが含まれないことについては「差別などではなく映画が駄作だったから」「フェイグ監督版は『リブート』ではなく、全く別の作品だったから」とする声もあるほか、カメオ出演していたアーニー・ハドソンも、本作について「個人的には好きな作品である。しかし、“リブート”という形を取ったことは正しい判断ではなかった」「僕に言わせればリブートとは、映画のやり直しをしようとしていることを意味している。一度やったことの別バージョンということだ。そう考えると、（今作は）間違いだったと思う」「あれは、（『ゴーストバスターズ』の）続編でも拡大版でもなかった。なんとなく、別のユニバースに属していた。わかるかな？僕らと似ているけど、僕らではない僕らだった」と賛否を交えた発言をしている。

### 受賞歴
合計24部門にノミネートされ、うち5部門で受賞した。
| 年                               | 賞                           | 部門                                                                              | 候補       | 結果 |
| -------------------------------- | ---------------------------- | --------------------------------------------------------------------------------- | ---------- | ---- |
| 2016年                           |                              |                                                                                   |            |      |
| ティーン・チョイス・アワード     | サマームービー               | ゴーストバスターズ                                                                | ノミネート |      |
| ティーン・チョイス・アワード     | サマームービー：女優賞       | メリッサ・マッカーシー                                                            | ノミネート |      |
| ティーン・チョイス・アワード     | サマームービー：女優賞       | クリステン・ウィグ                                                                | ノミネート |      |
| ティーン・チョイス・アワード     | サマームービー：男優賞       | クリス・ヘムズワース                                                              | ノミネート |      |
| キッズ・チョイス・アワード       | フェイバリット映画賞         | ゴーストバスターズ                                                                | 受賞       |      |
| キッズ・チョイス・アワード       | フェイバリット映画男優賞     | クリス・ヘムズワース                                                              | 受賞       |      |
| キッズ・チョイス・アワード       | フェイバリット映画女優賞     | メリッサ・マッカーシー                                                            | 受賞       |      |
| Women Film Critics Circle Awards | コメディ女優賞               | ケイト・マッキノン                                                                | 受賞       |      |
| Women Film Critics Circle Awards | 女性アクションヒーロー賞     | クリステン・ウィグ メリッサ・マッカーシー ケイト・マッキノン レスリー・ジョーンズ | 受賞       |      |
| ピープルズ・チョイス・アワード   | フェイバリットコメディ映画賞 | ゴーストバスターズ                                                                | ノミネート |      |

## テレビ放送
| 回 | 放送日        | 放送時間（JST） | 放送局       | 放送枠         | 視聴率 | 備考                         | 出典   |
| -- | ------------- | --------------- | ------------ | -------------- | ------ | ---------------------------- | ------ |
| 1  | 2021年6月12日 | 21:00 - 23:40   | フジテレビ   | 土曜プレミアム | 7.0%   | 地上波初放送、本編ノーカット | [ 58 ] |
|    | 2022年5月6日  | 19:00 - 20:55   | テレビ神奈川 | 映画の時間     | -      |                              |        |

## 続編の可能性
2016年7月17日、ソニー・ピクチャーズの世界配給部門代表であるローリー・ブルーアはエンターテインメント情報サイトTheWrapにて、続編の製作について「正式には何も発表されていないが、私の中では疑う余地はない」と可能性を示唆するコメントを述べた。ブルーアはこの他にも、ゴーストバスターズが重要なフランチャイズとなることを希望する旨を、同サイトにて表明している。
また、続編とは別に、ゴーストバスターズのテレビアニメシリーズおよびアニメ映画版の製作がそれぞれ企画されている。両作品にはオリジナル版の監督であるアイヴァン・ライトマンがプロデューサーとして携わり、ソニー・ピクチャーズ・アニメーションが製作に参加することとなっている。なお、テレビアニメシリーズは『Ghostbusters: Ecto Force』のタイトルで2018年に放送、アニメ映画版は2019年に公開が予定されていた。